# KFC Gavere-Asper
KFC Gavere-Asper is een Belgische voetbalclub uit Gavere. De club is aangesloten bij de KBVB met stamnummer 3038 en heeft als clubkleuren rood en blauw. De huidige club ontstond in 2001 door een fusie tussen KRC Gavere en Sparta Asper.

## Geschiedenis

### KRC Gavere
De Koninklijke Racing Club Gavere werd in 1940 opgericht en sloot zich een jaar later aan bij de KBVB met stamnummer 3038. In de beginjaren speelde RC Gavere vaak op het hoogste provinciale niveau; alleen tussen 1951 en 1954 was dat niet het geval. Begin jaren 60 kreeg de club het steeds moeilijker om te overleven in eerste provinciale. Een jonge Erwin Vandendaele kon de tekortkomingen van de ploeg nog een paar jaar verbloemen, maar na zijn transfer naar Club Brugge degradeerde RC Gavere in 1965 naar tweede provinciale. Vier seizoenen later daalde de club verder naar derde provinciale.
In 1978 dwong RC Gavere opnieuw de promotie af naar tweede provinciale, waar het daarna lange tijd een vaste waarde was. De club zakte uiteindelijk in 1994 terug naar derde provinciale en speelde in de jaren daarna zelfs twee seizoenen in vierde provinciale. Op het moment van de fusie in 2001 kwam RC Gavere uit in derde provinciale.

### Sparta Asper
Een eerste versie van Sparta Asper werd in 1940 opgericht, maar hield al na enkele jaren op te bestaan. In 1984 werd de club nieuw leven ingeblazen. Drie jaar later promoveerde Sparta Asper naar derde provinciale, waar het nadien een degelijke subtopper werd.

### KFC Gavere-Asper
In het seizoen 2001-2002 fusioneerden KRC Gavere en Sparta Asper tot de Koninklijke Fusie Club Gavere-Asper. Voorzitter Renaat De Rijcke van Sparta Asper liet de eer aan Carlos Dhont, voorzitter van KRC Gavere, om de eerste fusievoorzitter te worden. De fusieclub behield het oude stamnummer 3038 en nam uit beide clubs een kleur mee: rood-geel (KRC Gavere) en blauw-wit (Sparta Asper) werden rood-blauw.
KFC Gavere-Asper is tegenwoordig een subtopper in derde provinciale. Dankzij de fusie heeft de club zich in de breedte kunnen ontwikkelen, met veel jeugdploegen en ook een dameselftal. De eerste ploeg bij de mannen werkt zijn wedstrijden af in Semmerzake. De vrouwen spelen hun wedstrijden in Asper.

## Bekende (ex-)spelers
- Filip Benoot
- Klaas De Rock (jeugd)
- Lukas Willen (jeugd)